# Уитни Грасия Уилямс
Уитни Грасия Уилямс (на английски: Whitney Gracia Williams) е американска писателка на бестселъри в жанра любовен роман и романтична комедия. Пише под псевдонима Уитни Джи (Whitney G.).

## Биография и творчество
Уитни Грасия Уилямс е родена на 16 октомври 1988 г. в Мемфис, Тенеси, САЩ.
Завършва през 2010 г. Университета на Питсбърг с бакалавърска степен по творческо писане, журналистика и философия.
Преди да завърши написва първия си роман. След дипломирането си опитва да намери издател, но получава откази, затова се насочва към самостоятелно публикуване. Първата ѝ книга „Captain of My Soul“ е публикувана през 2011 г.
През 2012 г. е публикуван първия ѝ любовен роман „Take Two“. Той има над 40 000 читатели и я прави известна.
Уитни Грасия Уилямс живее в Мемфис, Тенеси.

## Произведения

### Самостоятелни романи
- Take Two (2012)

### Серия „Среда на любовния живот“ (Mid Life Love)
1. Mid Life Love (2013)
2. At Last (2013)

### Серия „Оправдано съмнение“ (Reasonable Doubt)
1. Reasonable Doubt (2014)
Оправдани лъжи, фен-превод
2. Reasonable Doubt 2 (2014)
Оправдани лъжи част 2, фен-превод
3. Reasonable Doubt 3 (2014)
Оправдани лъжи част 3, фен-превод

### Серия „С уважение, Картър“ (Sincerely, Carter)
1. Sincerely, Carter (2015)
2. Sincerely, Arizona (2015)

### Новели
- My Last Resolution (2014)

### Документалистика
- Captain of My Soul (2011)